# 陳大濟
陳大濟（1952年—?），韓國人。出身朝鮮半島兩班驪陽陳氏
美国斯坦福大学的电机工程学博士，畢業後任職於IBM位於纽约的Watson研究中心服务。1988年，加盟三星电子。1990年，陳大濟在三星電子开发出16M DRAM, 有“DRAM先生”之称。後來擔任數位媒體事業部總經理，负责开发计算机和消费类电子产品，發展出Nexio电脑。

## 外部連結
- （页面存档备份，存于）
- Archive.today的存檔，存档日期2013-04-28
- （页面存档备份，存于）